# Escola de Medicina da Universidade do Minho

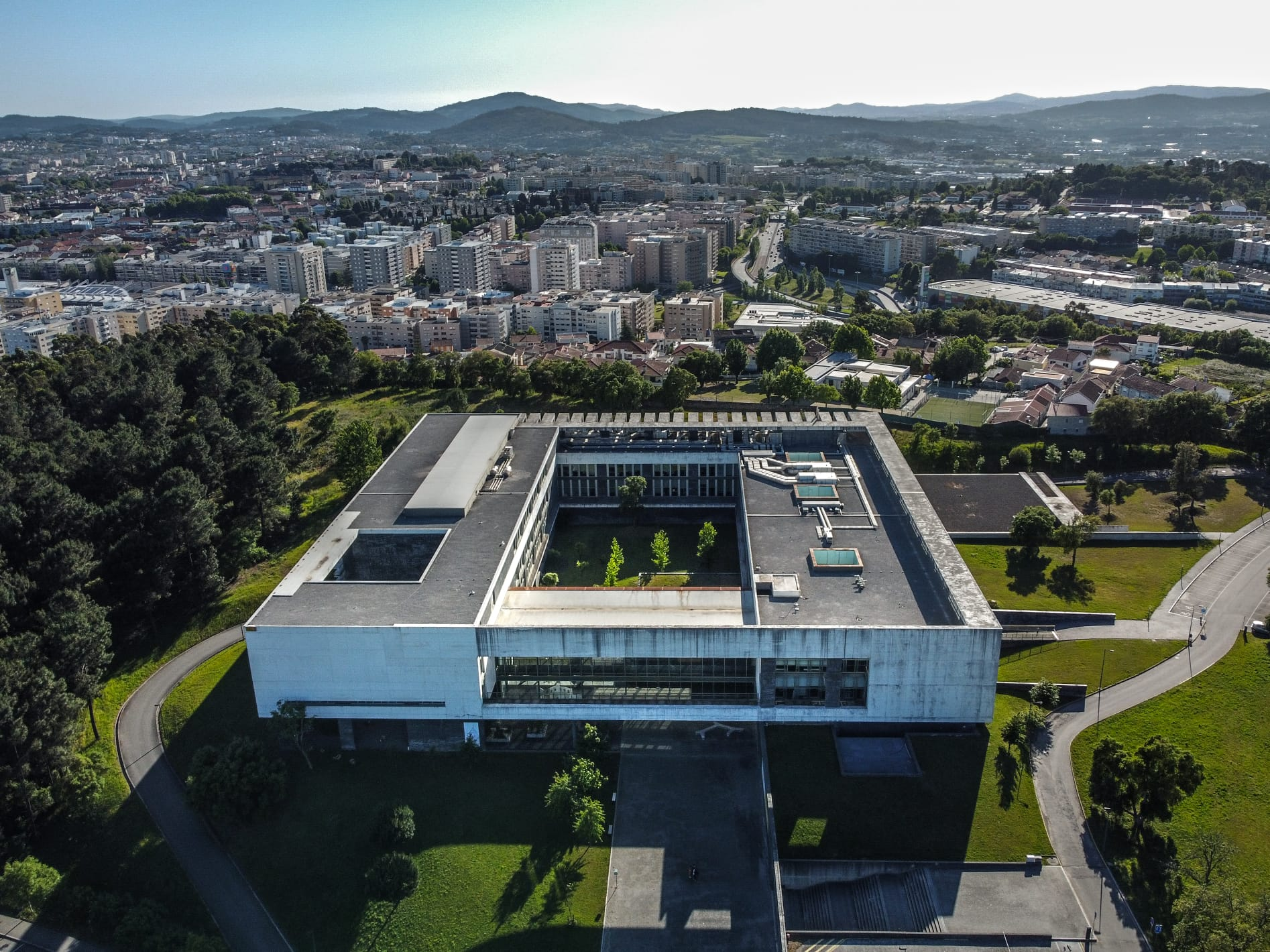
Escola de Medicina da Universidade do Minho

A Escola de Medicina da Universidade do Minho (EM ou Escola de Medicina) é uma das escolas europeias de referência na educação médica, tendo consistentemente um currículo inovador e com especial foco na personalização do percurso de cada estudante. Além da Escola de Medicina, o edifício é ainda partilhado com as outras entidades que fazem parte do Cluster de Saúde da Escola de Medicina. Deste cluster fazem parte o ICVS, centro de investigação biomédica,  o P5, centro de medicina digital, o 2CA-Braga, centro clínico académico, a B.ACIS, centro de ciência e inovação em saúde, e a Alumni Medicina, associação de antigos estudantes de Medicina.  
A instituição foi fundada em 2000, sob o nome de Escola de Ciências da Saúde. A mudança para Escola de Medicina foi concretizada em 2016. Em julho de 2021, contava com mais de 700 alunos e cerca de 300 investigadores. 
A missão da Escola de Medicina da Universidade do Minho é melhorar os cuidados de saúde através da formação, da geração de conhecimento e de valor, integrando-se como estrutura orgânica na Universidade do Minho, onde assegura o ensino graduado e pós-graduado, a investigação e outros serviços dedicados à medicina e à saúde. 
Em outubro de 2020, depois de três anos de reflexão com toda a comunidade (estudantes, funcionários, docentes, investigadores, pacientes, e especialistas externos), implementou-se no Mestrado Integrado em Medicina o novo plano de estudos: MinhoMD. A proposta de valor do novo currículo assentou numa maior personalização do percurso de cada estudante e de um ensino orientado para a prática clínica e centrado na preparação dos médicos de 2050.